# Grand sphinx de la vigne
Deilephila elpenor
Espèce
Le Grand sphinx de la vigne (Deilephila elpenor), aussi appelé Sphinx de la vigne, est un insecte lépidoptère de la famille des Sphingidae, de la sous-famille des Macroglossinae, et du genre Deilephila.

## Description
Les jeunes chenilles sont vertes avant de brunir. Leurs deux premiers segments abdominaux sont ornés d'ocelles blancs et noirs ressemblant au signe du Yin et Yang. L'avant du corps ressemble à un groin de suidé.

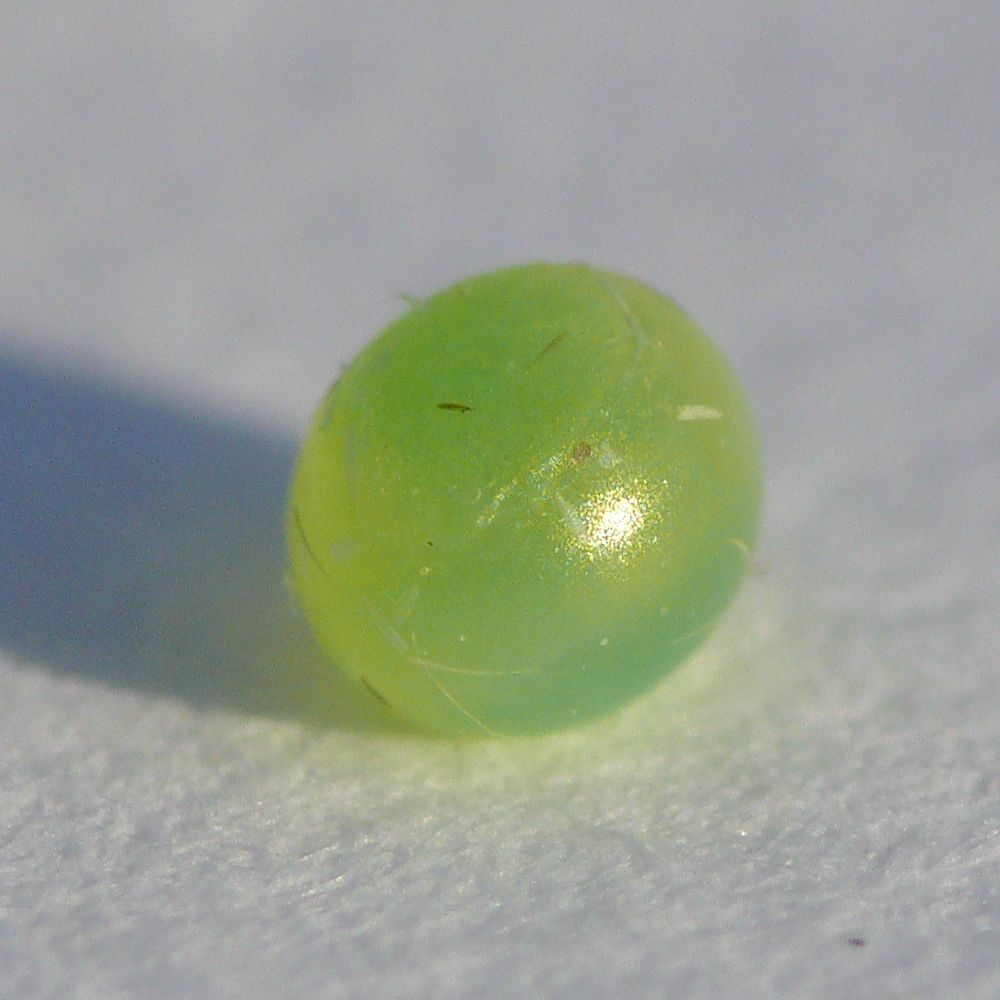
Œuf
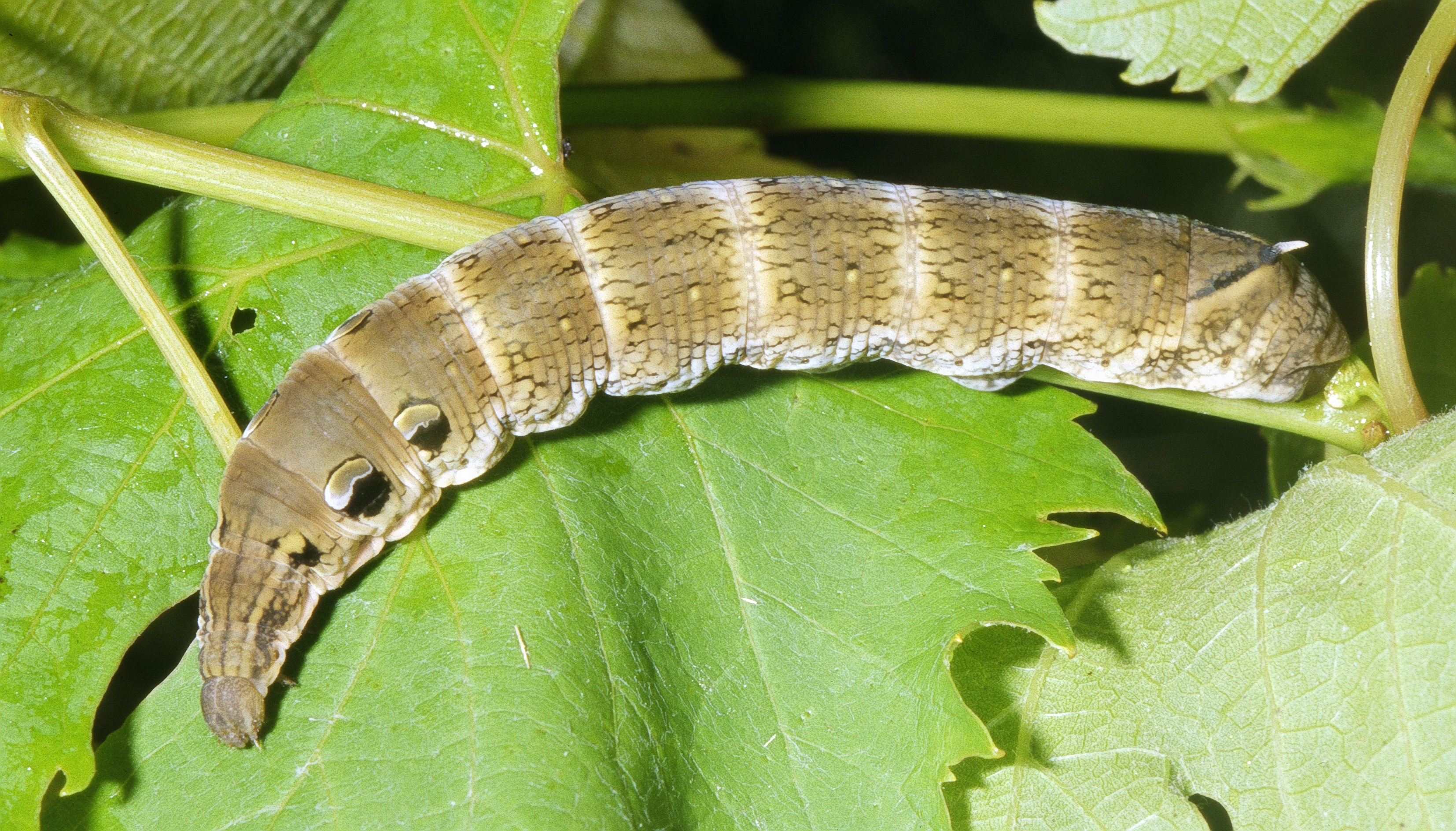
Chenille
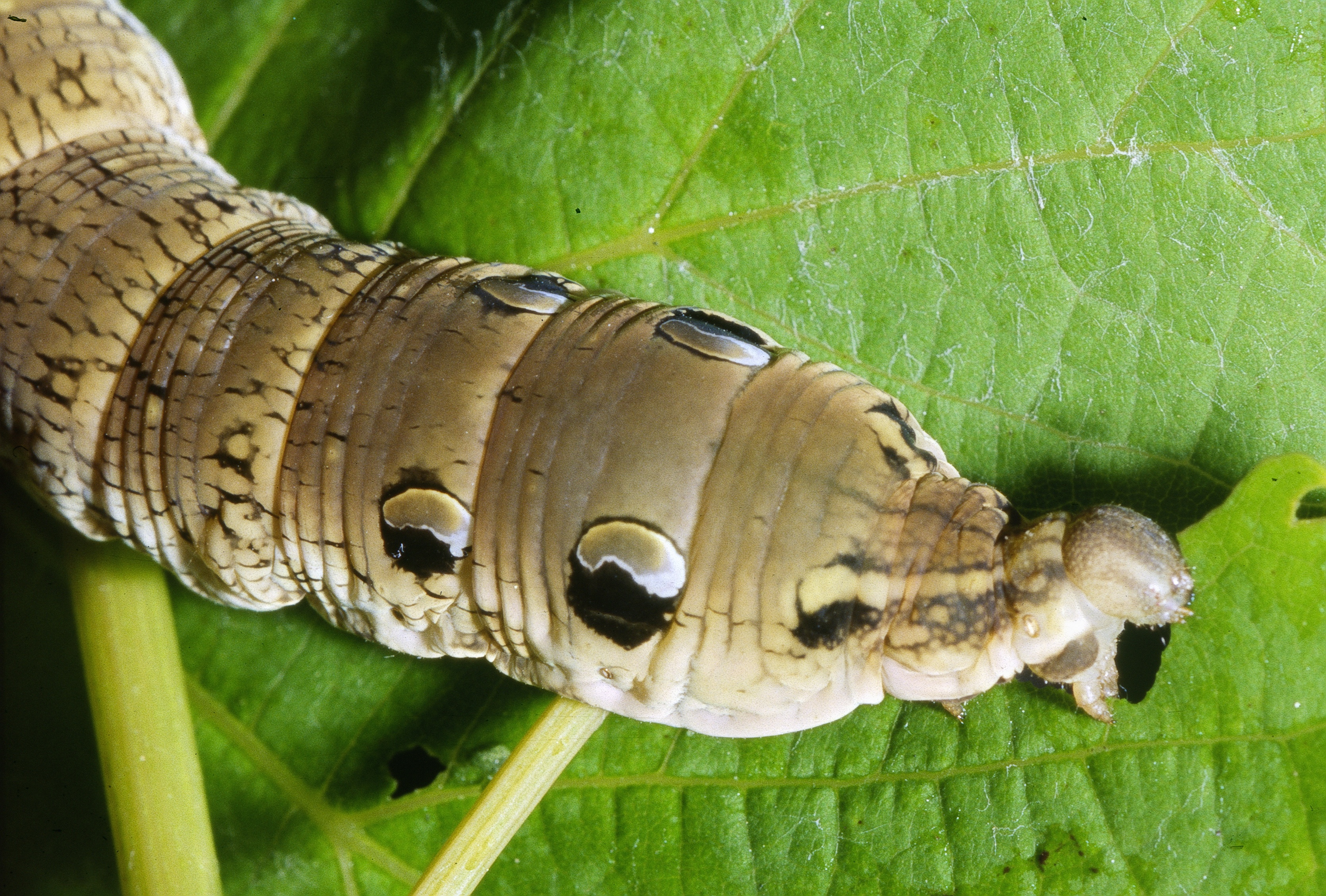
Chenille
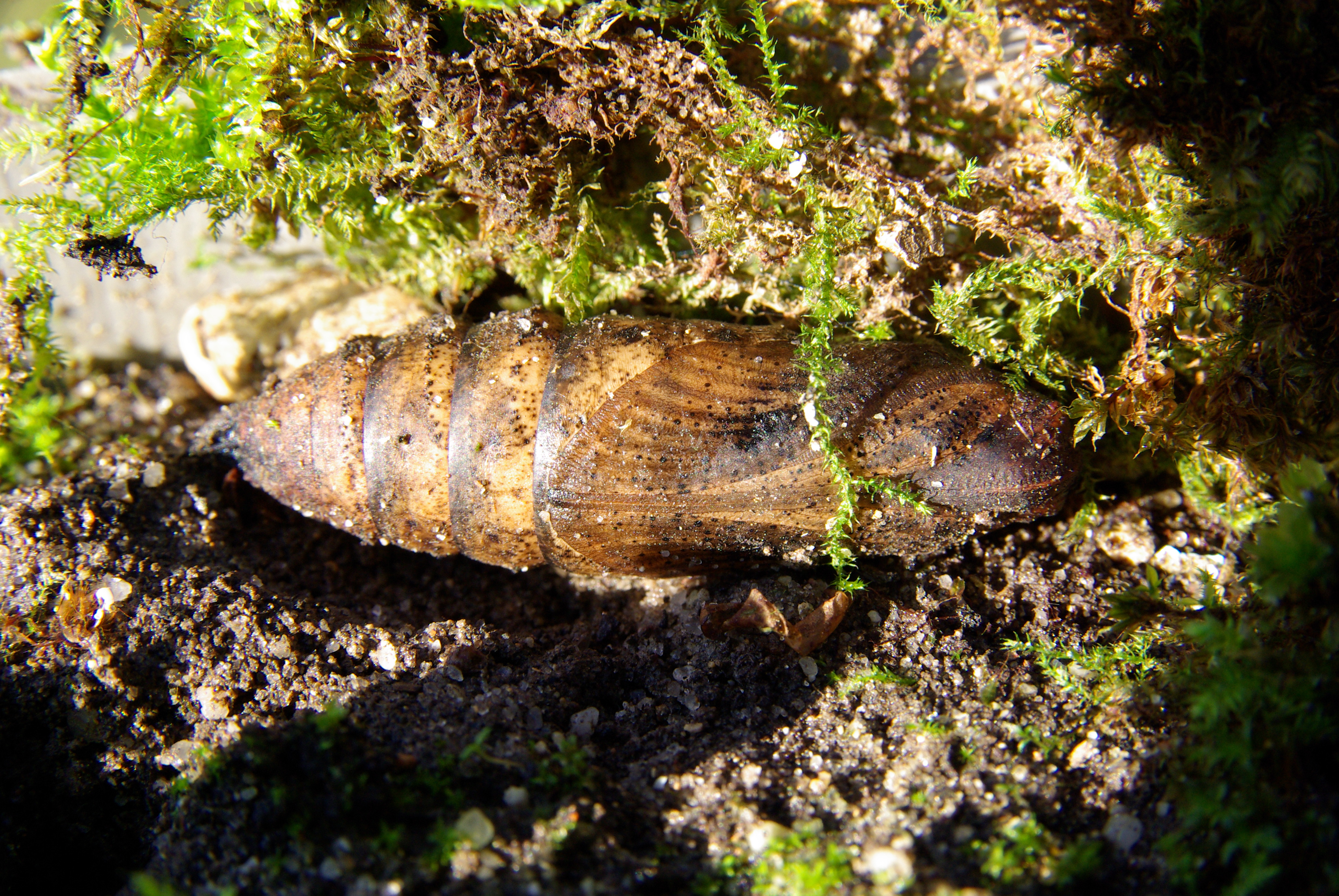
Chrysalide
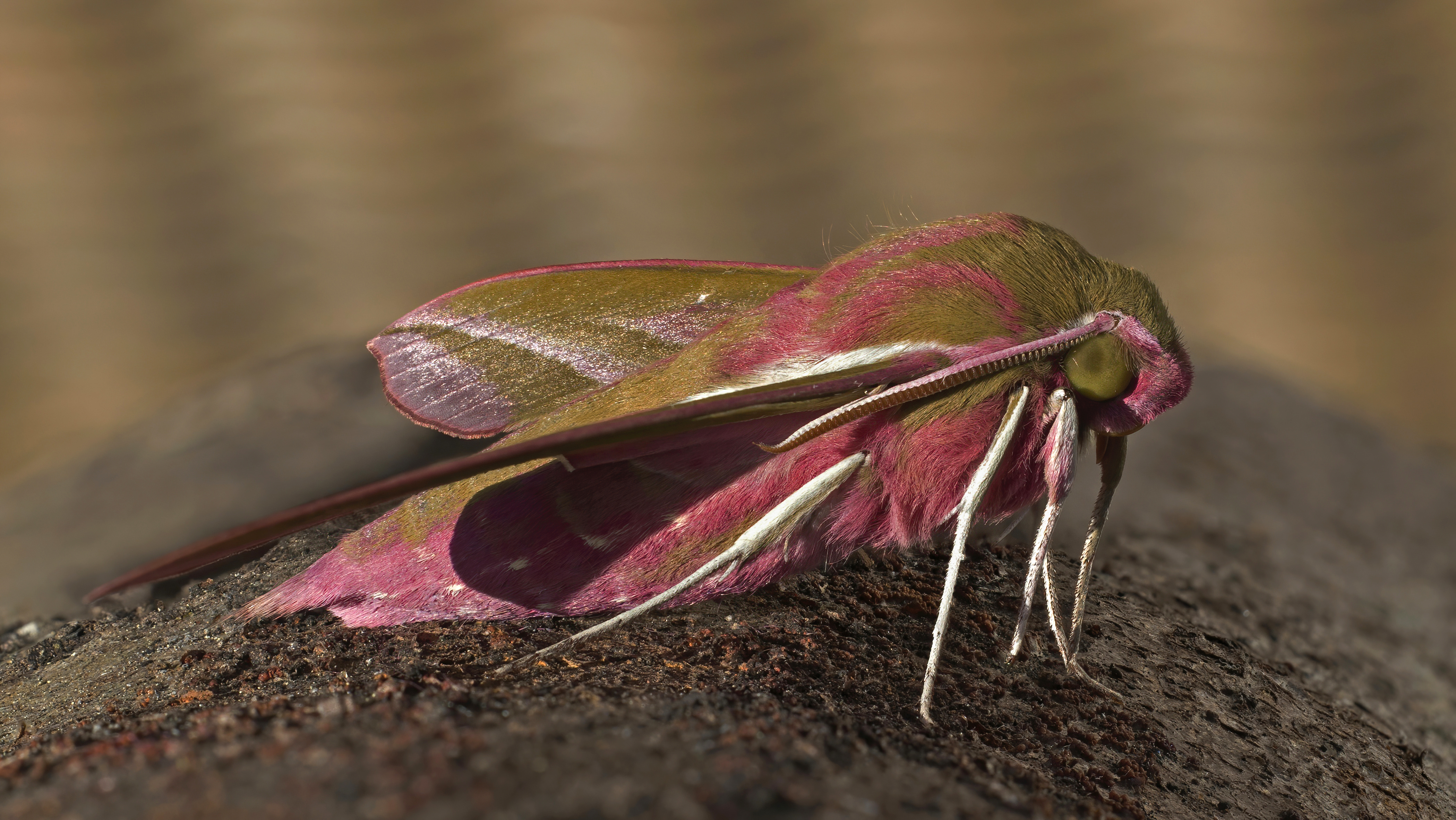
Un grand sphinx de la vigne mâle vers Cumnor Hill dans l'Oxfordshire, Angleterre. Juin 2022.

La taille maximale de l'imago est de 80 mm, sa taille moyenne est de 55 à 60 mm. Son corps est robuste et est fortement rétréci à proximité de la tête. Le papillon a une coloration brun grisâtre et lilas clair ; vers l'arrière, les ailes sont bordées de blanc et de noir. Le scolus postéro-abdominal est relativement petit.

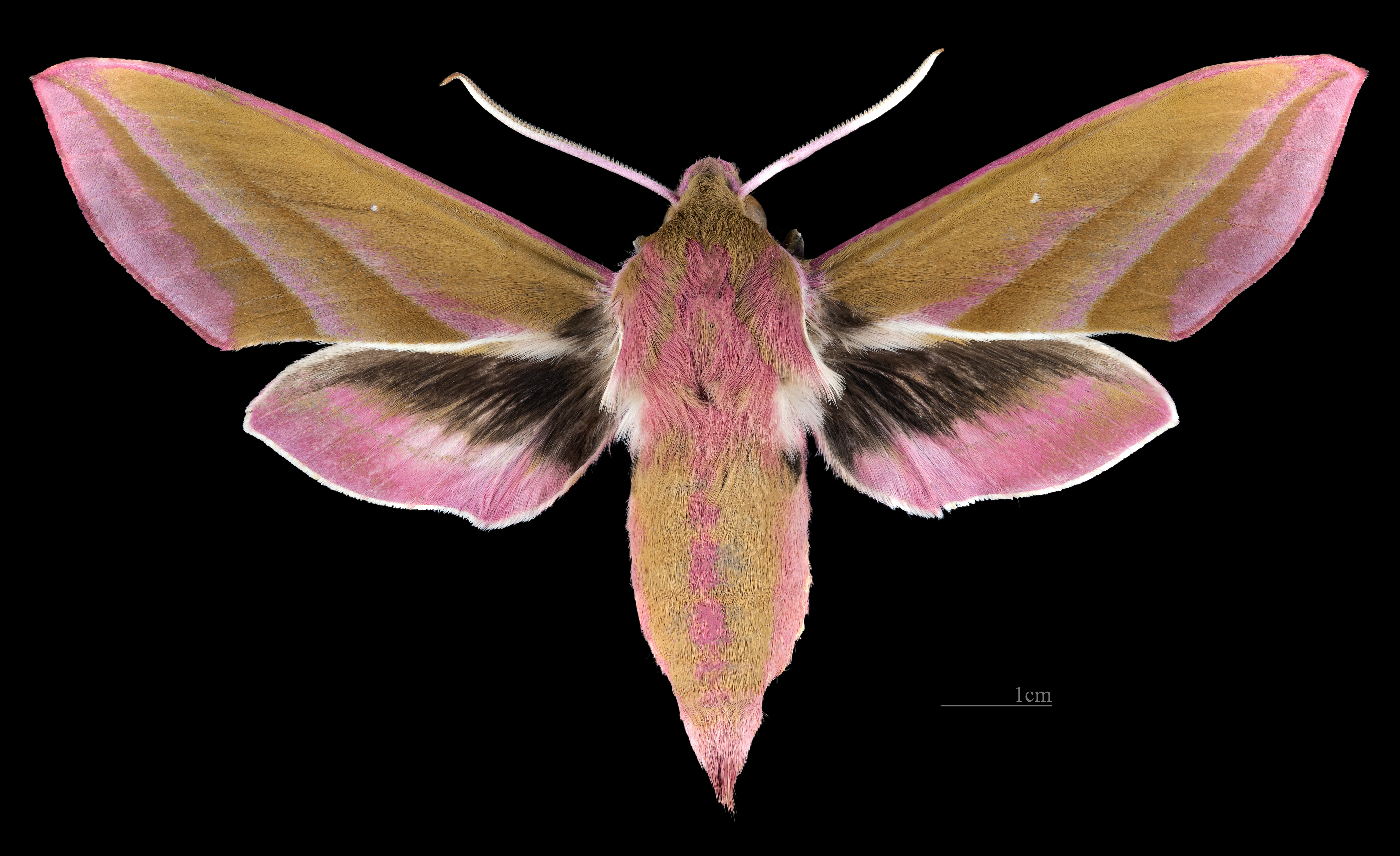
Avers du mâle (coll.MHNT)
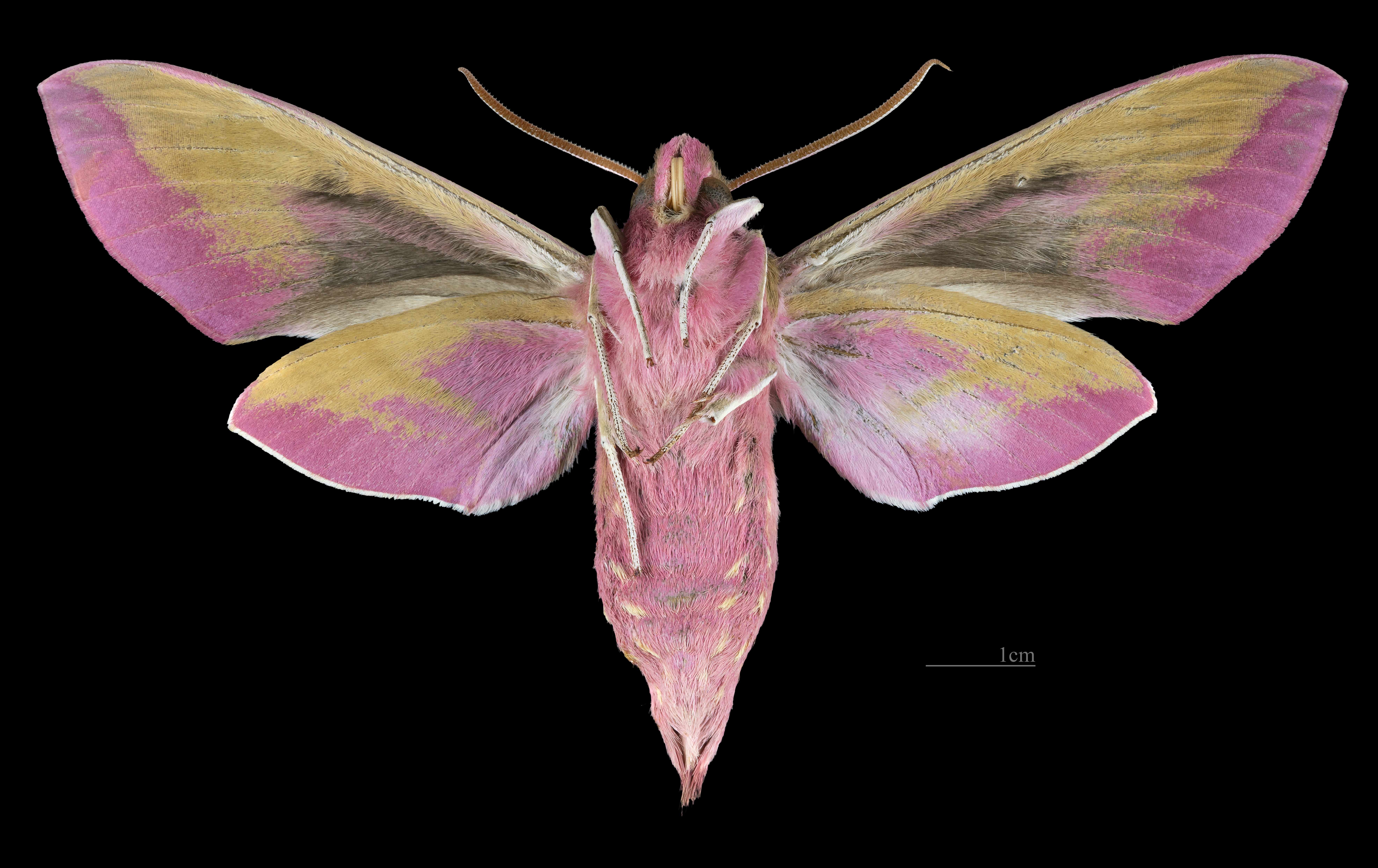
Revers du mâle (coll.MHNT)
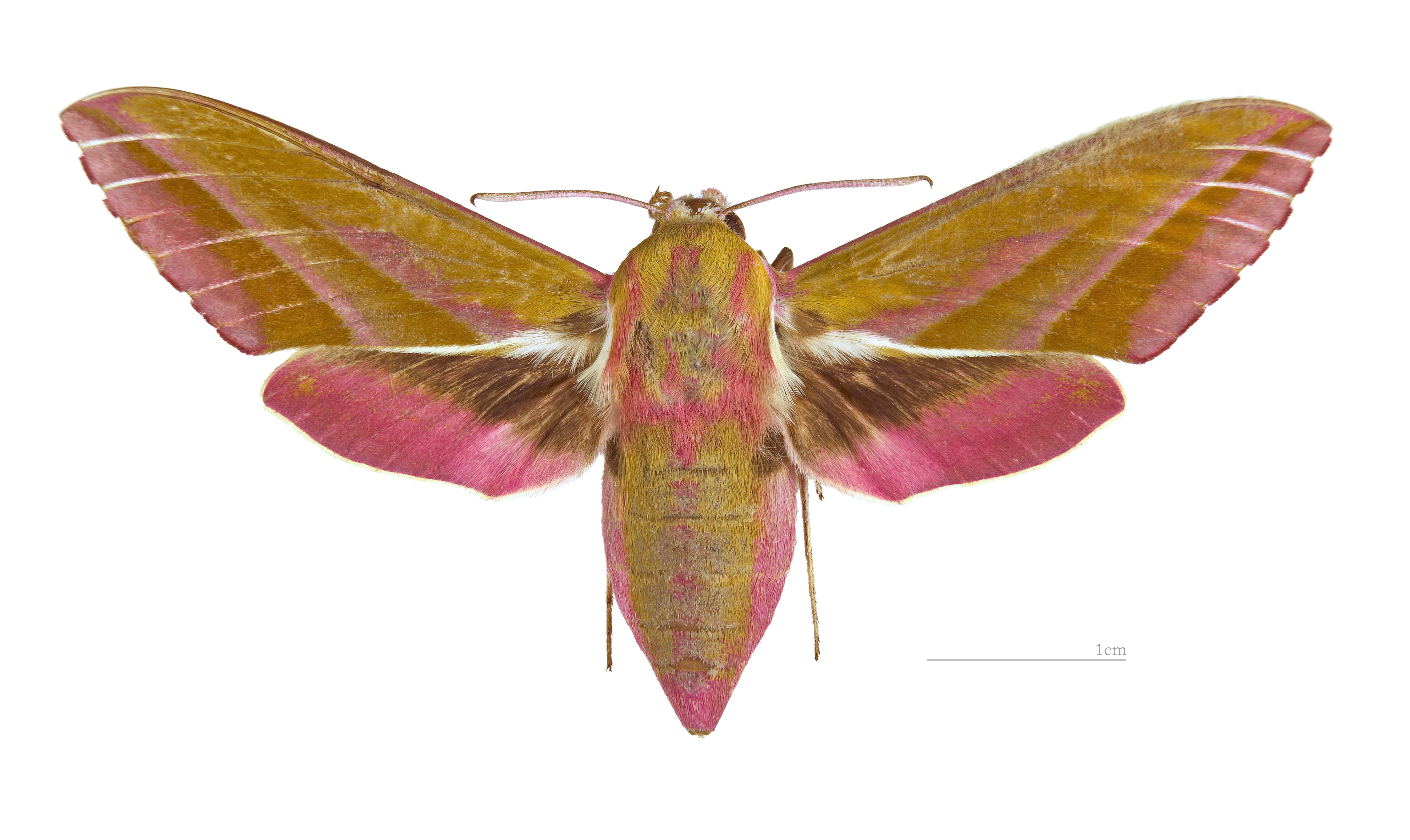
Avers de la femelle (coll.MHNT)
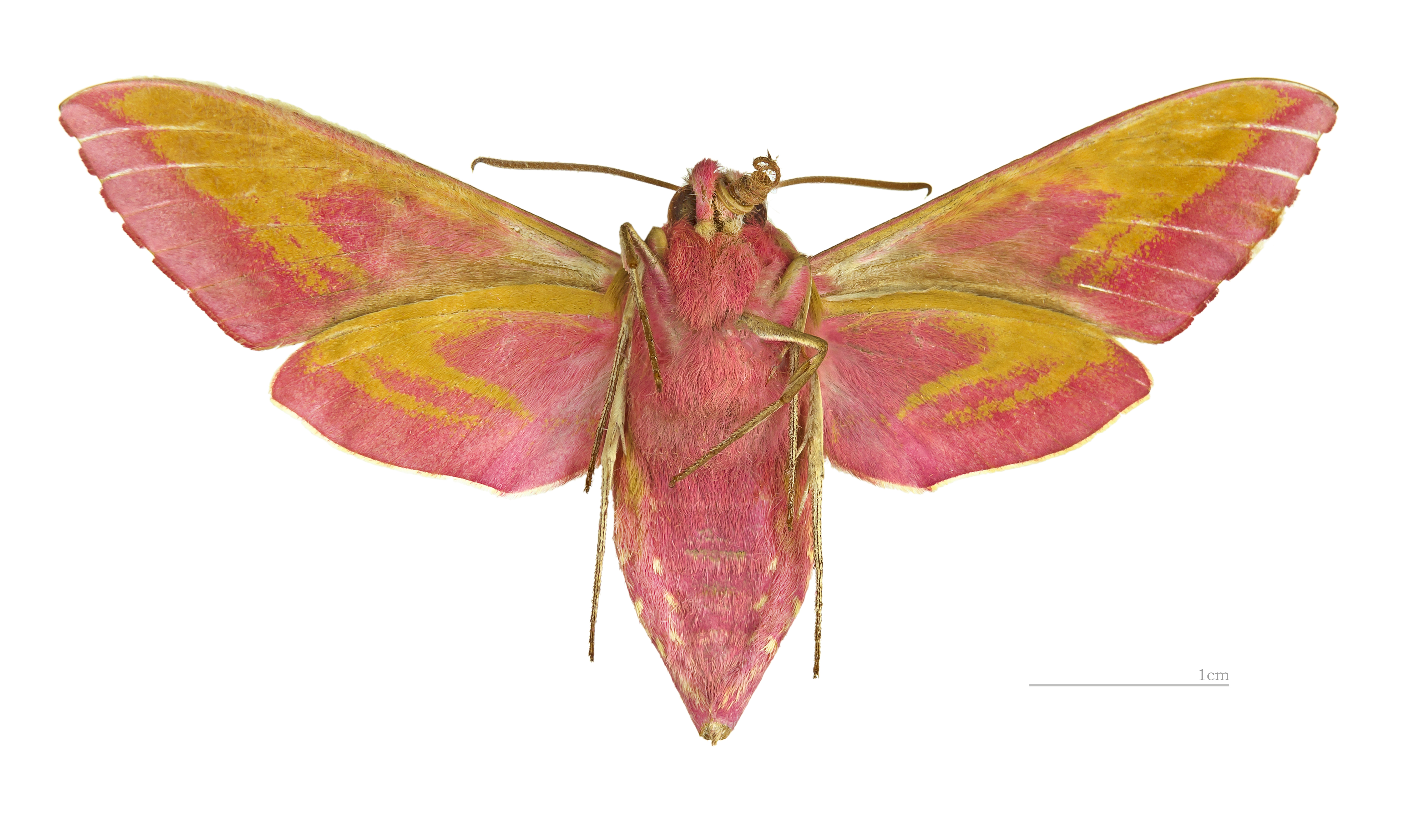
Reversde la femelle (coll.MHNT)

### Cycle biologique et comportement
Il est possible d'avoir une ou deux générations par an. Les œufs sont déposés en petits groupes ou isolément sur la face inférieure des feuilles. Les chenilles apparaissent de juin à septembre. En cas de dérangement, elles rentrent leur tête dans le thorax et gonflent leurs premiers segments abdominaux mettant en relief leurs grands ocelles. En ressemblant ainsi à de petits serpents, en se balançant de droite et de gauche, elles peuvent provoquer la fuite de prédateurs. Les loges nymphales sont enterrées à faible profondeur, voire dans la litière à la surface du sol. Nymphose vers la fin de l'été ou au début de l'automne; émergence en juin, après hivernage.

### Plantes nourricières
La chenille se nourrit notamment d'épilobes, de gaillets, de la vigne, du trèfle d'eau, d'onagres et de fuchsias.

## Répartition et habitat
Répartition
Le Grand sphinx de la vigne est présent partout en Europe, Asie mineure, Asie centrale et au Japon à l'exception des régions les plus septentrionales.
Habitat
Ce lépidoptère est entre autres présent dans des prés, clairières, friches, jardins, bords de cours d'eau...

## Systématique
L'espèce Deilephila elpenor a été décrite par le naturaliste suédois Carl von Linné en 1758, sous le nom initial de Sphinx elpenor .

### Synonymie
- Sphinx elpenor (Linnaeus, 1758) Protonyme
- Sphinx porcus Retzius, 1783 [4]
- Elpenor vitis Oken, 1815 [5]
- Chaerocampa lewisii Butler, 1875 [6]
- Chaerocampa elpenor cinerescens Newnham, 1900
- Eumorpha elpenor clara Tutt, 1904
- Eumorpha elpenor obsoleta Tutt, 1904
- Eumorpha elpenor pallida Tutt, 1904
- Eumorpha elpenor unicolor Tutt, 1904
- Eumorpha elpenor virgata Tutt, 1904
- Deilephila elpenor vautrini Austaut, 1907
- Pergesa elpenor daubi Niepelt, 1908
- Pergesa elpenor hades Rebel, 1910
- Chaerocampa elpenor alboradiata Lambillion, 1913
- Deilephila elpenor philippsi Niepelt, 1921
- Pergesa elpenor scheiderbaueri Gschwandner, 1924
- Pergesa elpenor lugens Niepelt, 1926
- Deilephila elpenor argentea Burrau, 1950
- Pergesa elpenor distincta Meyer, 1969
- Pergesa elpenor szechuana Chu & Wang, 1980
- Deilephila elpenor tristis Lempke & Stolk, 1986

### Sous-espèces
Deux sous-espèces distinctes, Deilephila elpenor elpenor et Deilephila elpenor lewisii , ont été reconnues par le passé, mais elles ne sont plus considérées comme bien distinguées. De même, la sous-espèce Deilephila elpenor szechuana est maintenant considérée comme un synonyme de Deilephila elpenor elpenor. La sous-espèce Deilephila elpenor macromera, que l'on trouve dans le sud de la Chine, dans le nord de l'Inde, au Bhoutan et au Myanmar , est toujours considérée comme distincte.
- Deilephila elpenor elpenor(Linnaeus, 1758)
- Deilephila elpenor macromera(Butler, 1875)

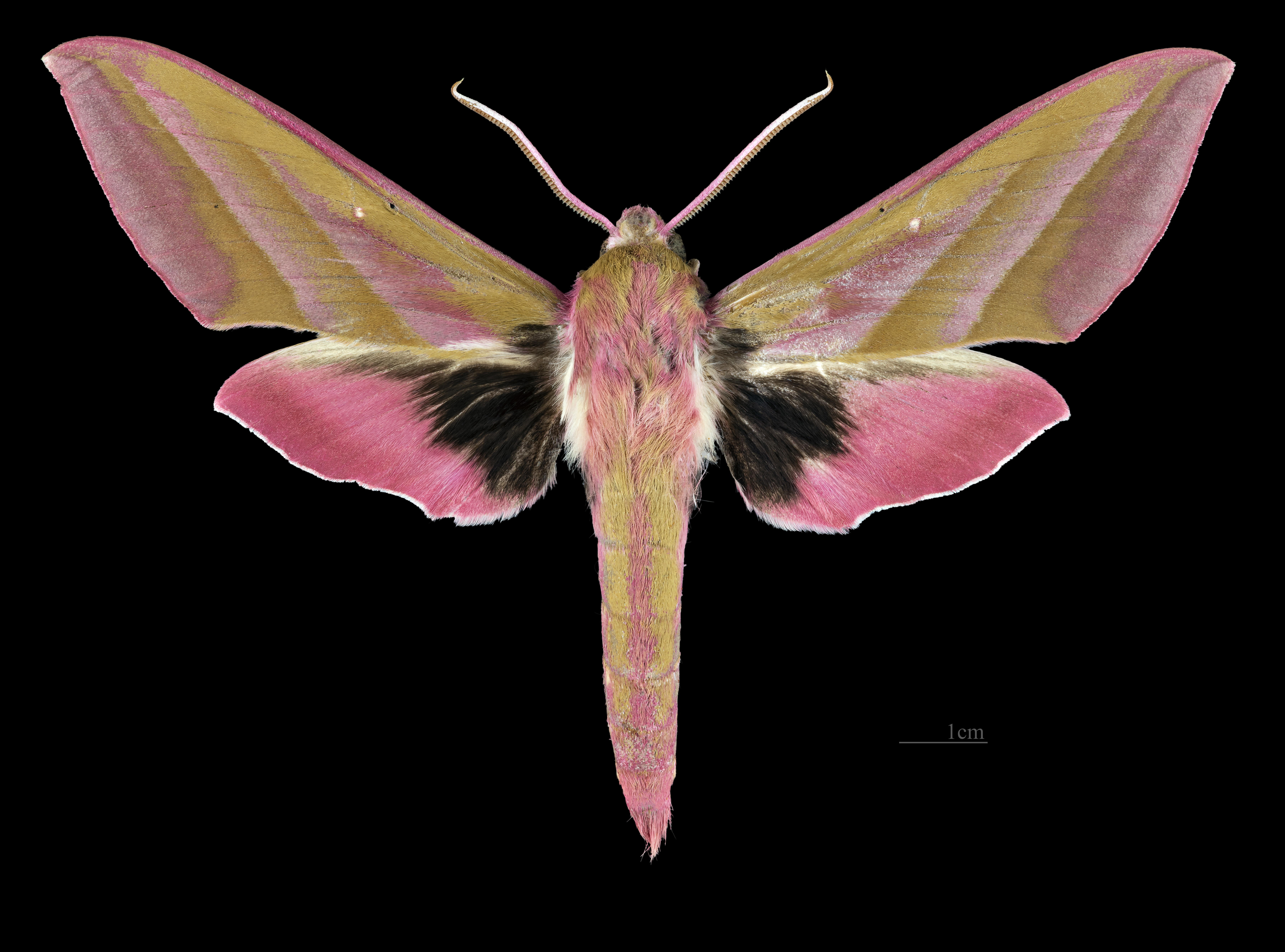
Deilephila elpenor macromera Avers du mâle (coll.MHNT)
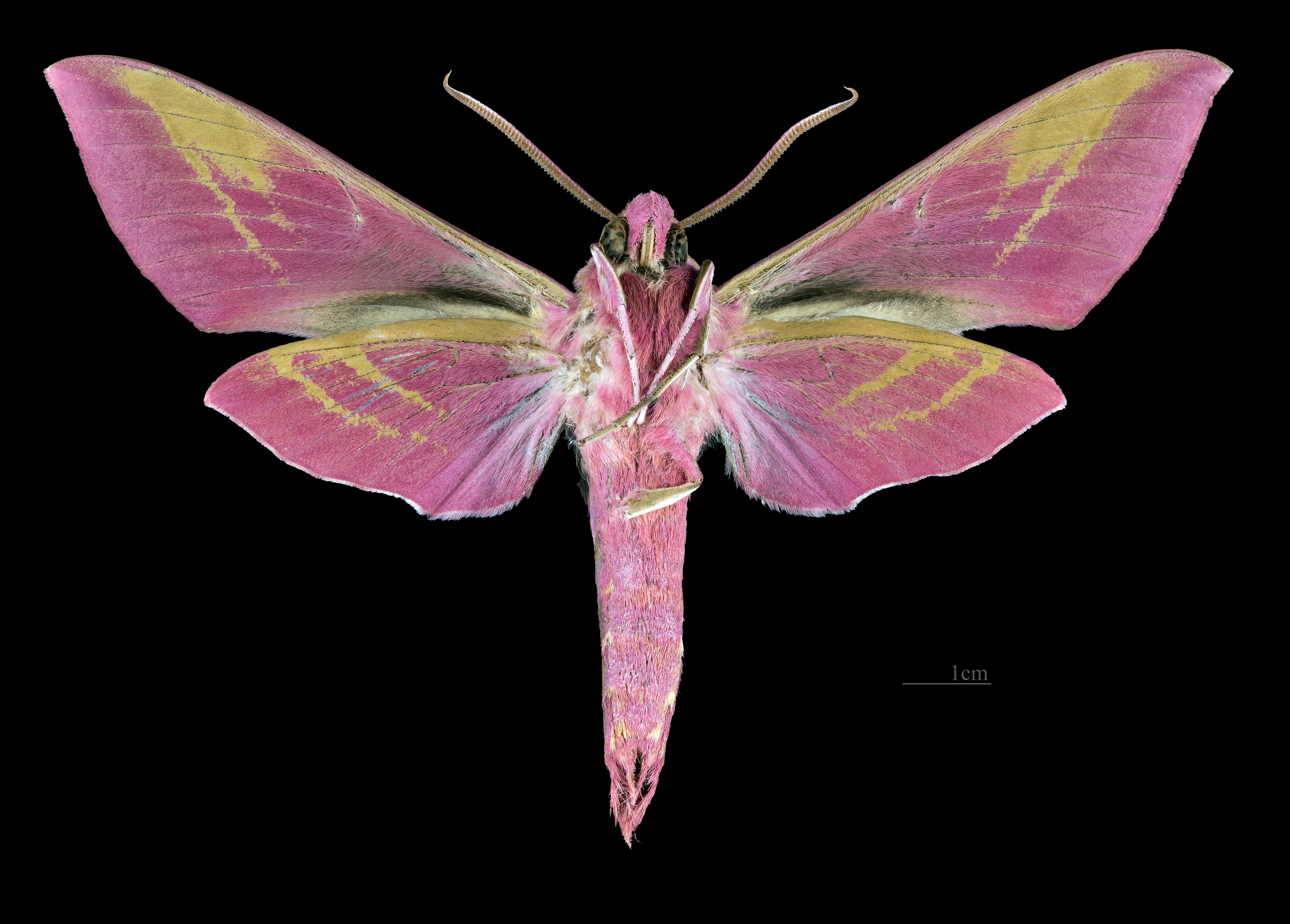
Deilephila elpenor macromera Revers du mâle (coll.MHNT)

## Noms vernaculaires
- En français : le Grand sphinx de la vigne[7].
- En anglais : large elephant hawk-moth ou simplement elephant hawk-moth, allusion à la ressemblance de la chenille à la trompe d'un éléphant[8].

## Source
- D.J. Carter et B. Hargreaves, Guide des chenilles d'Europe : les chenilles de plus de 500 espèces de papillons sur 165 plantes hôtes, Paris, Delachaux et Niestlé, 2005, 311 p. (ISBN 978-2-603-01444-8), p. 56.

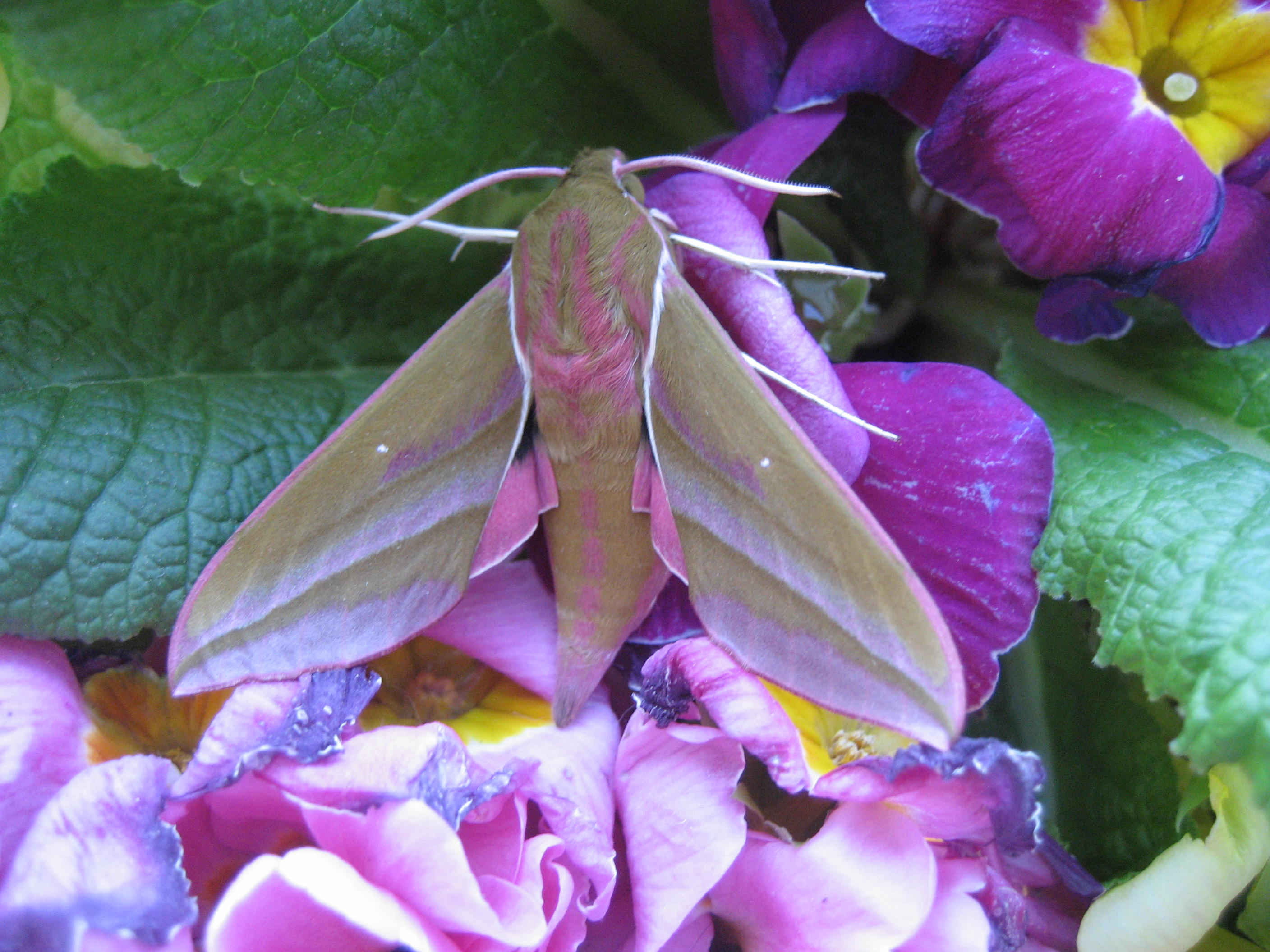
Deilephila elpenor
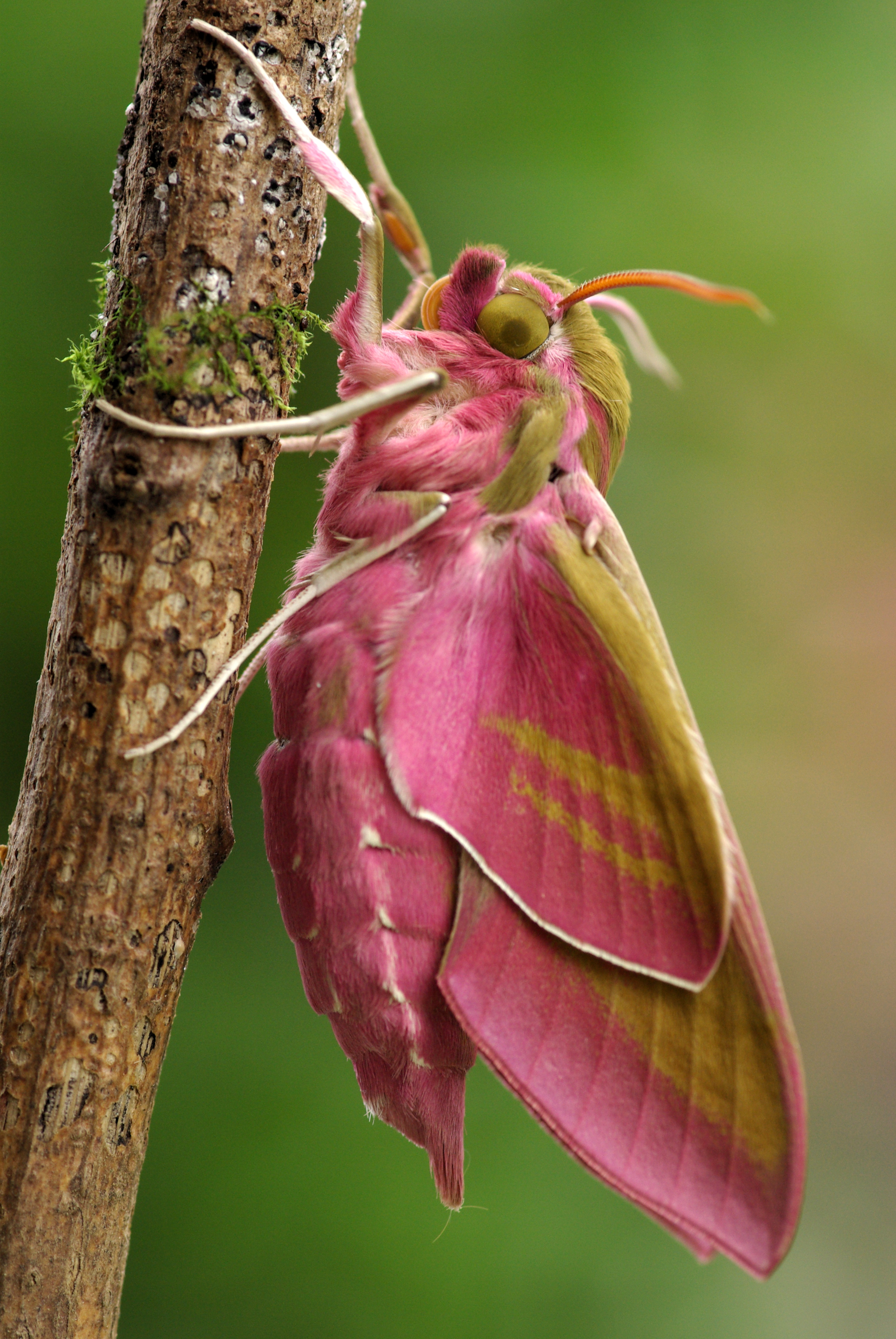
Flanc
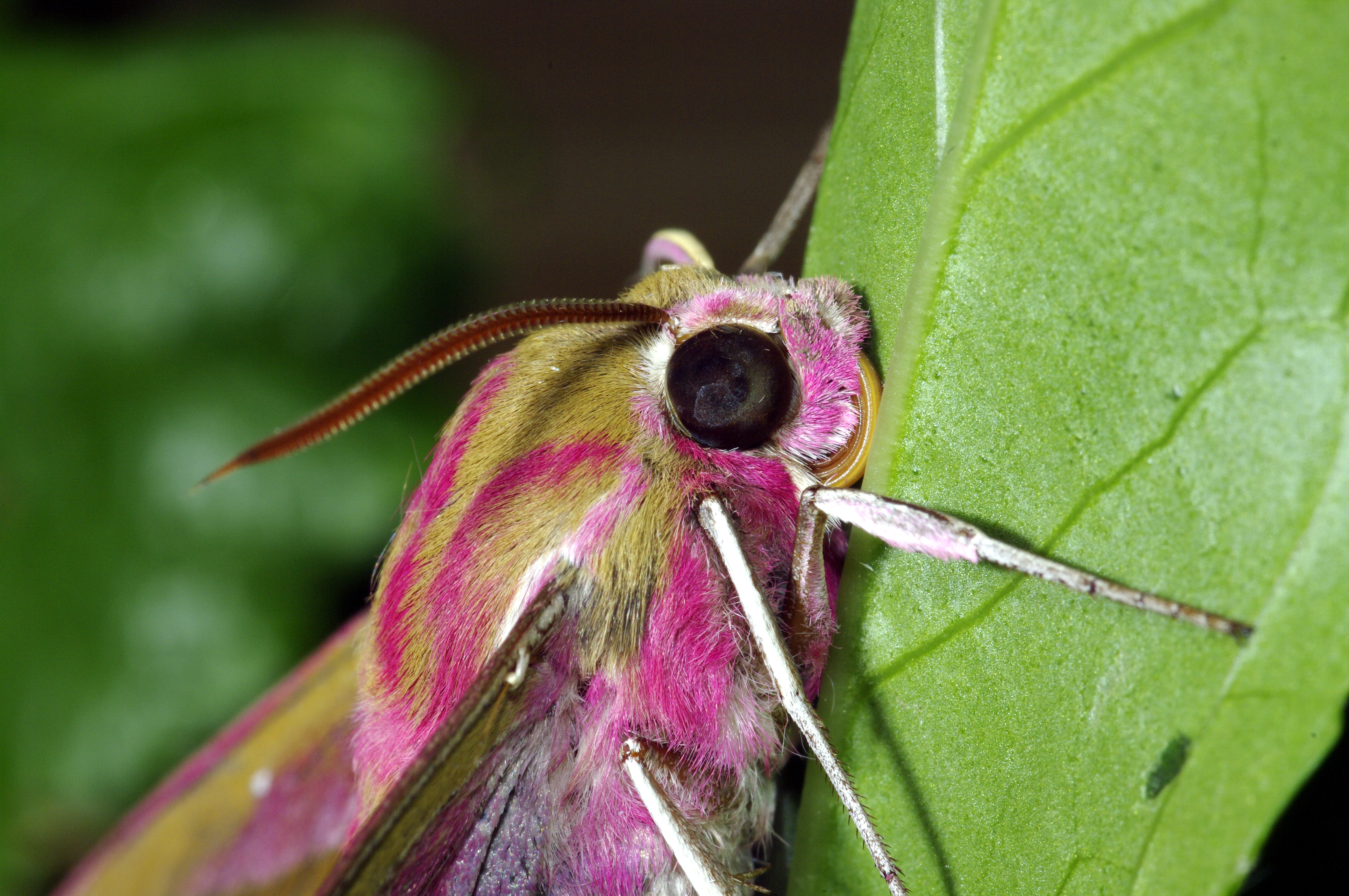
Brenne.